# أوبثكية أحادية اللون
أوبثكية أحادية اللون (الاسم العلمي: Eupithecia unicolor) هي نوع من الحشرات تتبع جنس الأوبثكية من الفصيلة الأرفية.